# 魯梅薩·基雅吉
魯梅薩·基雅吉（土耳其語：Rumeysa Gelgi，1997年1月1日—）是一名土耳其倡導者、研究員和網站開發人員。她是金氏世界紀錄確認最高的在世女性。她還擁有最大的手（女性）、最長的手指（女性）、最長的背（女性）等紀錄，並曾獲得金氏世界紀錄頒發的最高的在世少女紀錄。她的身高為215.16公分。
基雅吉出生於土耳其卡拉比克。她的身高是由韋弗症候群造成的，這是一種罕見的疾病，會造成快速生長等異常現象。這種疾病對男性的影響是女性的三倍。由於她的狀況，她通常使用輪椅移動，但她可以使用助行器短暫行走。她無法坐在50公分至55公分以下的座位上。
基雅吉表示，她希望利用自己的頭銜來提高人們對像她這樣的疾病和狀況的認識。
2022年9月28日，基雅吉生平第一次得以搭乘飛機。土耳其航空公司不得不在其中一架飛機的六排椅子上放置擔架，讓她從土耳其伊斯坦堡飛往美國加州舊金山的旅程成為可能。這件事引起了媒體的關注，並在金氏世界紀錄片《Rumeysa: Walking Tall》中播放。
2024年11月21日，她在英國倫敦薩伏依酒店首次與世上最矮的女性喬蒂·阿姆奇見面。

## 外部連結
- 蘇丹·科塞，世上最高的在世人物
- 曾金蓮，曾是世上最高的女性